# Wan Chien
El Wan Chien (chino: 萬劍; Tâi-lô: bān-kiàm; en español: 'diez mil espadas') es un misil de crucero aire-tierra desarrollado y producido por el Instituto Nacional Chung-Shan de Ciencia y Tecnología (NCSIST) de Taiwán.